# Duettrod
Duettrod var en typ av ombyggda bilar i Sverige. De började byggas som ett sätt att kringgå lagen om förstörande krockprov som infördes 1 juli 1970. Genom att använda Volvo Duetts chassi och montera flak så räknades fordonet som lätt lastbil med utbytt kaross och slapp då krockproven. Det vanliga var att man använde en kopia av Ford 1923, den så kallade T-forden. Karosserna köptes in av Karl Ola Englund i Gävle. Den första duettrodden byggdes av Sven Sandberg. För att få proportionerna rätt fick motor och växellåda flyttas 40 cm bakåt. Alla besiktningsstationer godkände inte det så vissa valde då att ha motorn kvar på originalplats och fick då lite udda utseende. När de nya besiktningsreglerna kom 1982 och man kunde bygga ett eget fordon så försvann byggandet av duettroddar nästan helt men en bit in på 2000-talet så började Duettrodden komma tillbaka men med andra typer av karosser mot förr. Då man inte behöver flak längre. 